# Quartier Saint-Georges

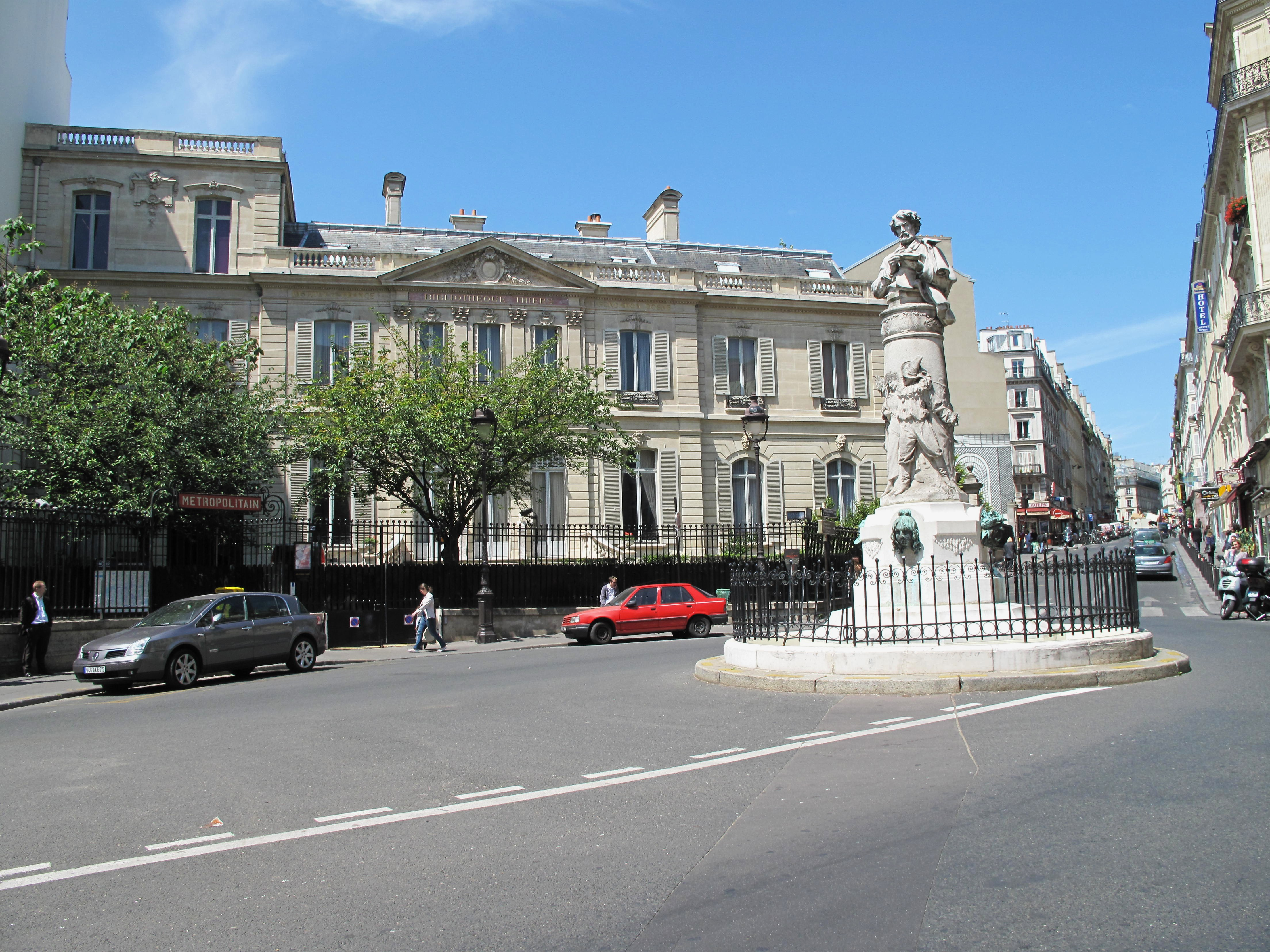
Place Saint-Georges

Quartier Saint-Georges (čtvrť Svatého Jiří) je 33. administrativní čtvrť v Paříži, která je součástí 9. městského obvodu. Má rozlohu 71,7 ha a ohraničují ji ulice Rue Saint-Lazare na jihu, Rue d'Amsterdam na západě, Boulevard de Clichy na severu a Rue des Martyrs na východě.
Čtvrť byla pojmenována podle ulice Rue Saint-Georges a náměstí Place Saint-Georges.

## Vývoj počtu obyvatel
| Rok sčítání | Počet obyvatel | Hustota zalidnění (ob./km²) |
| ----------- | -------------- | --------------------------- |
| 1954        | 36 917         | 51 488                      |
| 1962        | 34 266         | 47 791                      |
| 1968        | 31 291         | 43 642                      |
| 1975        | 25 350         | 35 356                      |
| 1982        | 23 804         | 33 199                      |
| 1990        | 21 395         | 29 840                      |
| 1999        | 20 850         | 29 079                      |